# آرش رستگار
آرش رستگار (متولد ۱۳۵۲، تهران) ریاضیدان، معلم، مولف و محقق، استادیار و عضو هیئت علمی دانشکده علوم ریاضی در دانشگاه صنعتی شریف، و مولف کتب درسی ریاضیات در سطوح دبستان تا دبیرستان است. او مؤلف بیش از پنجاه عنوان کتاب و بیش از چهارصد و پنجاه عنوان یادداشت و مقاله و طرح تحقیقاتی و گزارش نشست‌ها در زمینه‌های ریاضی، آموزش ریاضی، فلسفه ریاضی، فلسفه علم، تعلیم و تربیت، انسان شناسی و الهیات می‌باشد.

## زندگی نامه
آرش رستگار در شهريورماه سال ۱۳۵۲ در تهران متولد شد. در سال ۱۳۶۹ در شانزده سالگى به همراه تیم المپیاد ریاضی ایران در المپیاد بین‌المللی ریاضی در کشور چین، موفق به کسب مدال نقره این مسابقات شد. در سن ۱۹ سالگی، موفق به اخذ مدرک کارشناسی ریاضی از دانشگاه صنعتی شریف شد. وی جهت ادامه تحصیل به دانشگاه پرینستون رفت و در آنجا تحت نظارت اندرو وایلز موفق به اخذ مدرک دکترای ریاضیات در ۲۴ سالگی گردید و به تحقیق و مطالعه در زمینه هندسه جبری و نظریه اعداد پرداخت. وی در ۲۵ سالگی استادیار و عضو هیئت علمی دانشگاه صنعتی شریف شد. آرش رستگار اولین المپیادیی است که پس از پایان تحصیلات در خارج از کشور، به وطنش بازگشت. وی جوانترین کسی بوده‌است که با مدرک دکترا به عضویت هیئت علمی دانشگاه صنعتی شریف درآمده است. بعد از بازگشت به ایران به آموزش ریاضی، فلسفه ریاضی، فلسفه علم و  الهیات نیز علاقمند شد. وی از سال ٢۰١٤ به دانشگاه پرینستون بازگشت و از اوت ۲۰۱۶ به انستیتو تحقیقات پیشرفته در پرینستون پیوست. دکتر مهدی گلشنی در ویدئویی (هرچند غیررسمی) جداشدن او از دانشگاه شریف را در پی عدم ارتقا مبتنی بر تولید مقالات دانست و وابستگی ارتقای اعضای هیأت علمی به مقالات را نقد کرد. او در جولای ۲۰۱۹ به ایران بازگشت و مجددا در دانشگاه صنعتی شریف مشغول به کار شد.

## ریاضیات
تز دکترای او در دانشگاه پرینستون با عنوان همنهشتی بین فرمهای پیمانه ای درینفلد نوشته شده است. استاد وی، اندرو وایلز ریاضیدان انگلیسی، بخاطر حل مساله تاریخی معادله فرما در سال ۱۹۹۰ مشهور است. مقالات ریاضی تحقیقی آرش رستگار در سه زمینه مختلف دور می زنند. زمینه اول فرمهای پیمانه ای زیگل و نظریه ارتباطات هندسی روی فضاهای مدولار زیگل می باشد. زمینه دوم تلاش برای جایگزین کردن مفهوم نمایش گالوایی با نمایشهای گالوا-لی می باشد. زمینه سوم که بیشتر مورد توجه قرار گرفته است، تلاش برای وارد کردن مفهوم خودمشابهت به شاخه های جبر، هندسه و آنالیز، بخصوص  نظریه جبری اعداد و هندسه حسابی و هندسه جبری است.

## آموزش ریاضی
فعالیتهای این ریاضیدان و آموزشگر ریاضی در زمینه آموزش ریاضی بدین قرارند: در سال ۱۳۸۰ زیر نظر وی اولین سند راهنمای برنامه درسی ریاضی ایران در دوره ابتدایی تا دبیرستان توسط چندین تن از متخصصان ریاضی، آموزش ریاضی، تعلیم و تربیت و معلمان با سابقه ریاضی تدوین گردید که مرجع اسناد بعدی قرار گرفت. او از مؤلفان چندی از کتب درسی ریاضی در دفتر تألیف کتب درسی، سازمان پژوهش و برنامه‌ریزی در سطوح دبستان تا دبیرستان بوده‌است. کتب درسی دبستان تا راهنمایی او هنوز در اکران هستند. تیراژ کتابهای درسی ریاضی که او جزو مؤلفین آن‌ها بوده‌است، بیش از یکصد میلیون نسخه است. وی عضو گروه ریاضی دفتر تألیف کتب درسی، سازمان پژوهش و برنامه‌ریزی و مسئول گروه ریاضی دفتر تألیف و همچنین عضو کمیته المپیاد ریاضی و مسئول گروه ریاضی در باشگاه دانش پژوهان جوان بوده‌است. وی به مدت ۱۰ سال سرپرست تیم ملی المپیاد ریاضی ایران بوده‌است. او از طراحان وبسایت "آموزش و پژوهش در ریاضیات" می باشد.

## فلسفه علم و فلسفه ریاضی
این فیلسوف علم و فیلسوف ریاضی، هم‌اکنون به عنوان عضو هیئت علمی دانشگاه صنعتی شریف (دانشکده ریاضی) و استاد مدعو گروه فلسفه علم این دانشگاه مشغول به کار است. ازکتب فلسفی او می‌توان. «اندیشه ریاضی در بستر تاریخ تمدن» و «فلسفه زمان»، «رهیافتی اسلامی به فلسفه علم»، «مدخلی انسان شناسانه به فلسفه علم و فلسفه تعلیم و تربیت»، «تاویل در ریاضیات و علوم طبیعی» را نام برد. او مؤلف مقالاتی در زمینه فلسفه ریاضی و فلسفه علم نیز می‌باشد. وی از طراحان وبسایت "دانشگیتی" می باشد.

## تعلیم و تربیت و انسان شناسی
فعالیتهای این آموزشگر در زمینه تعلیم و تربیت بدین قرارند: او عضو ستاد اجرایی مرکزی طرح شهاب (شناسایی و هدایت استعدادهای برتر) در وزارت آموزش و پرورش، و عضو کمیته اجرایی مرکزی طرح دوست علمی در بنیاد ملی نخبگان بوده‌است. وی جهت شناسایی و هدایت نخبگان و استعدادهای برتر در وزارت آموزش و پرورش قریب به ۵۰ سفر استانی به استانهای محروم کشور انجام داده است. ازکتب او در زمینه تعلیم و تربیت می‌توان "مدخلی انسان شناسانه به فلسفه علم و فلسفه تعلیم و تربیت " و "درآمدی بر تربیت نخبگان" را نام برد. بیش از ۶ میلیون دانش آموز دبستانی هر سال از کتب درسی که او از مؤلفان آن‌ها بوده‌است، ریاضیات می‌آموزند. در این کتب به ابعاد انسانی آموزش ریاضیات بخصوص سبکهای شناختی دانش آموزان توجه شده است.

## عرفان و تفسیر
آرش رستگار علاقمند به عرفان و تفسیر قرآن نیز می‌باشد. او در دوران دانشجویی در دانشگاه پرینستون، مؤلف یک تفسیر سوره حمد به زبان انگلیسی و رمانی عرفانی با نام «سوی او قدم گذاشتیم» بود. وی مجموعه‌ای از رسالات عرفانی و دو تفسیر ناتمام از قرآن کریم در دست تألیف دارد که در وبگاه شخصی او در دسترس علاقمندان قرار دارد. او ازطراحان وبسایت دانشفر می باشد.

## فهرست کتب فارسی
- نگاهی هندسی به نظریه ی جبری اعداد[۱۸]
- نگاهی هندسی به نظریه جبرها[۱۹]
- مباحثی در فیزیک نسبیت[۲۰]
- نظریه آراکلو[۲۱]
- هندسه حسابی[۲۲]
- نگاهی فلسفی به نظریه همسانی و همانندی و پادهمانندی در توپولوژی جبری[۲۳]
- ‫نگاهی فلسفی به فرمهای دیفرانسیل در توپولوژی جبری[۲۴]
- ‫گلستان معنوی[۲۵]
- جامعه شناسی باطن گرا و عرفان جمعی[۲۶]
- کتاب نیایش[۲۷]
- کتاب علم[۲۸]
- کتاب عبادات[۲۹]
- کتاب عقاید[۳۰]
- انسان شناسی باطن گرا و تعلیم و تربیت باطنی[۳۱]
- درآمدی بر تعلیم و تربیت نخبگان[۳۲]
- ریاضی اول دبستان[۳۳]
- ریاضی اول دبستان-راهنمای معلم[۳۴]
- ریاضی دوم دبستان[۳۵]
- کتاب راهنمای معلم ریاضی دوم دبستان[۳۶]
- ریاضی سوم دبستان[۳۷]
- ریاضی چهارم دبستان[۳۸]
- ریاضی ششم دبستان[۳۹]
- راهنمای معلم کتاب ریاضی ششم دبستان[۴۰]
- ریاضی هفتم متوسطه اول[۴۱]
- کارگاه هندسه[۴۲]
- کارگاه اعداد[۴۳]
- آمار و مدلسازی[۴۴]
- آمار و مدلسازی - راهنمای معلم[۴۵]
- آموزش هنر حل مسئله[۴۶]
- ترسیمهای هندسی-مقدمه ای بر آموزش مهارتهای هندسی[۴۷]
- جبر و معادله-مقدمه ای بر آموزش مهارتهای جبری[۴۸]
- چند تفسیر از فاتحه الکتاب[۴۹]
- تاویل در ریاضیات و علوم تجربی[۵۰]
- رهیافتی انسان شناسانه به فلسفه علم و فلسفه تعلیم و تربیت[۵۱]
- فلسفه زمان[۵۲]
- رهیافتی اسلامی به فلسفه علم[۵۳]
- اندیشه ریاضی در بستر تاریخ تمدن[۵۴]
- راهنمای برنامه کتب درسی - پیش دبستان تا نهم[۵۵]
- راهنمای برنامه کتب درسی - دهم تا دوازدهم[۵۶]
- ریاضیات اول متوسطه[۵۷]
- ریاضیات اول متوسطه - راهنمای معلم[۵۸]
- سوی او قدم گذاشتیم[۵۹]

## پیوندهای مرتبط
- آرش رستگار در گوگل اسکالر
- آرش رستگار در گوگل بوکس
- دانشکده علوم ریاضی دانشگاه صنعتی شریف
- دانشگاه صنعتی شریف، گروه فلسفهٔ علم